# Kawka srokata
Kawka srokata (Corvus dauuricus) – gatunek średniej wielkości ptaka z rodziny krukowatych (Corvidae), blisko spokrewniony z kawką zwyczajną. Zamieszkuje wschodnią część Azji. Nie jest zagrożony.

## Systematyka
Przez część systematyków kawka srokata umieszczana jest wraz z kawką zwyczajną w rodzaju Coloeus. Nie wyróżnia się podgatunków.
Nazwa łacińska pochodzi od nazwy rosyjskiego regionu Dauria (ros. Даурия).

## Morfologia
Długość ciała 33–36 cm; rozpiętość skrzydeł 67–74 cm, masa ciała 110–275 g. 
Wielkością jest zbliżona do kawki zwyczajnej (Corvus monedula) lub niewiele mniejsza, ma takie same proporcje ciała i identyczne zachowania. Najpoważniejszą różnicą jest upierzenie. Wiele dorosłych osobników tego gatunku, choć nie wszystkie, ma duże kremowo-białe plamy wokół dolnej części szyi. Głowa, podgardle, skrzydła i ogon są błyszcząco-czarne, a pióra przykrywające uszy, siwo-szare. Tęczówki kawek srokatych mają kolor czarny, podczas gdy tęczówki kawek zwyczajnych są szaro-białe.

## Rozmieszczenie i środowisko
Gatunek ten występuje w południowej części wschodniej Syberii, na południe od Mongolii, aż do północnej części Półwyspu Indochińskiego. Ptaki ze skrajnie północnych regionów migrują na południe podczas zimy. Niekiedy zdarza się, że w zimie kawki srokate przylatują do Korei oraz do Japonii i Tajwanu.
Zamieszkują lasy, dorzecza rzek oraz góry. Często spotyka się je w towarzystwie gawronów. Oprócz tych krukowatych, na tym samym obszarze występują również wrony obrożne (C. pectoralis), które są jednak znacznie większymi ptakami (tego samego rozmiaru lub nawet większe niż czarnowrony (C. corone)). Kawki srokate praktycznie nie krzyżują się z wronami obrożnymi.

## Zachowanie

### Dieta
Identycznie jak kawka, żywi się ziarnem, dżdżownicami, pędrakami, owocami oraz owadami z odchodów zwierząt.

### Gniazdowanie
Gatunek ten gniazduje głównie na gałęziach drzew, w dziuplach, szczelinach, otworach w budynkach. Podobnie jak kawka, pod koniec kwietnia lub na początku maja składa 4–6 jaj o tle sinozielonym z niebieskim odcieniem, o średnich wymiarach 35×25 mm.

## Status
W Czerwonej księdze gatunków zagrożonych IUCN kawka srokata klasyfikowana jest jako gatunek najmniejszej troski (LC, Least Concern). Liczebność populacji nie została oszacowana, ale ptak ten opisywany jest jako lokalnie całkiem pospolity. Ze względu na brak dowodów na spadki liczebności bądź istotne zagrożenia dla gatunku, BirdLife International ocenia trend liczebności populacji jako stabilny.